# みさと団地

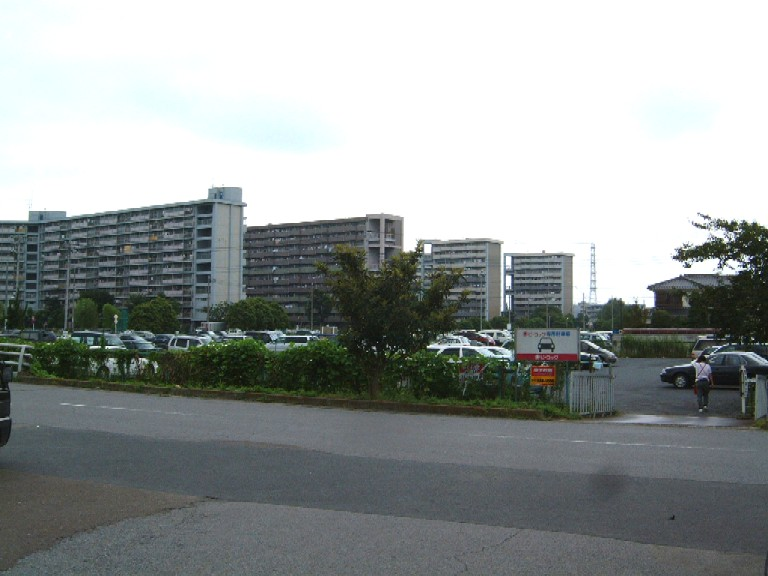
みさと団地の10街区、11街区を望む（2002年撮影）

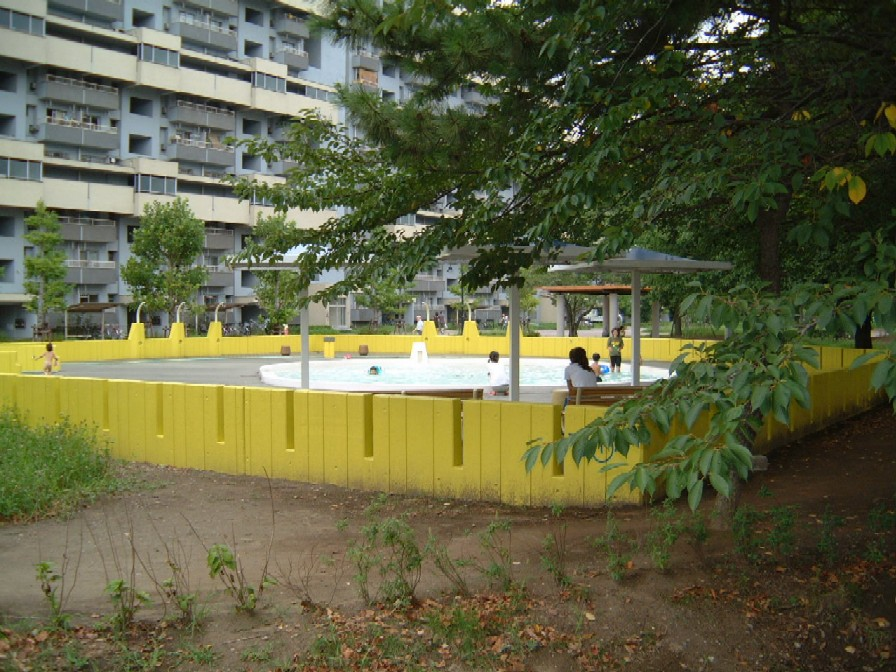
みさと団地内の幼児用プール。夏季限定で無料で開放されている（2002年撮影）

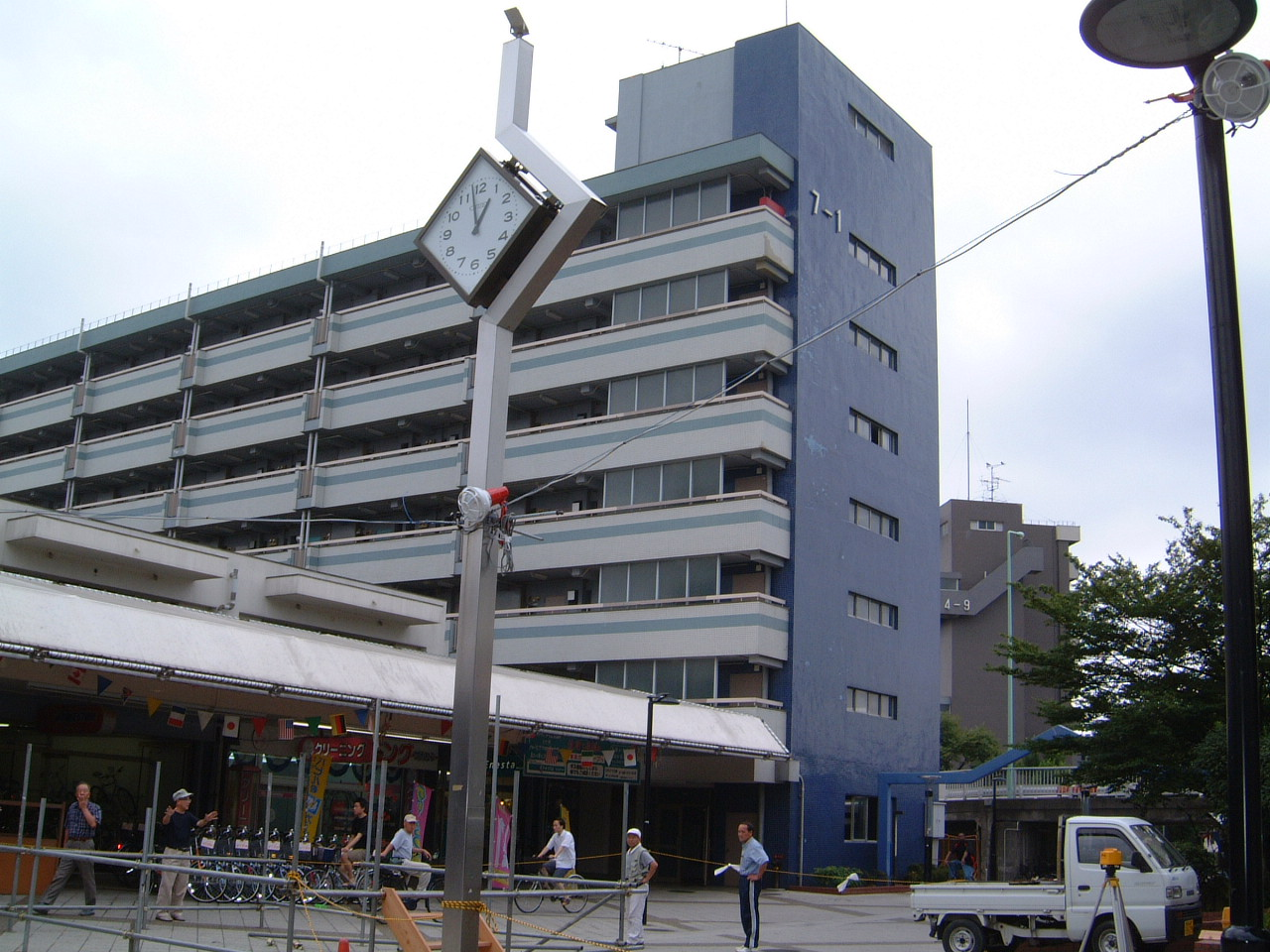
みさと団地の7-1号棟（2002年撮影）

みさと団地（みさとだんち）は、埼玉県三郷市にある住宅団地（公団住宅）。所在地は三郷市彦成3丁目ほか。賃貸および分譲集合住宅で構成される大規模団地である。
団地の敷地面積は約48ヘクタール、戸数は賃貸・分譲住宅を合わせてと約9,000戸あり、都市再生機構の住宅では日本全国第2位の規模を誇る。

## 概要
旧・日本住宅公団（現・UR都市機構）により建設され、1973年（昭和48年）4月より第一次入居開始。1974年（昭和49年）12月に第二次入居開始。総住宅戸数は9,867戸であり、ピーク時には2万3千人の人口を擁した国内有数のマンモス団地である。
当団地は南地区（1-6街区）、北地区（8-14街区）に分かれており、南地区は5階建て低層住宅が主な賃貸住宅、北地区は主に11階建て高層住宅で形成される賃貸住宅（一部分譲）、ならびに5階建て低層住宅で形成される分譲住宅が存在する。また南北地区を繋ぐセンター地区（7街区）には2つの商店街が形成されており、団地住民の往来が活発な場所となっている。
公団住宅特有の「区画ごとのミニ公園」「豊富な街路樹」「広々とした公園」が団地の至る場所に存在する。現在、築40年近く経過しており老朽化が目立つ。南地区では外壁の塗装を一新する工事や北地区の高層住宅の一部でエレベーターの更新を行うほか、モータリゼーションの影響で区画ごとに存在したミニ公園が駐車場になるなど、時代を反映した改装が行われている。

## 沿革
- 1973年（昭和48年）4月 - 第一次入居開始。
- 1974年（昭和49年）12月 - 第二次入居開始。

## 構成

### 南地区
- 1街区（低層1-18号棟）
- 2街区（低層1-16号棟）
- 3街区（低層1-17号棟）
- 4街区（低層1-8号棟、高層9～14・20-22号棟、医療棟15号棟、集会所16号棟、商店兼低層17-18号棟）
- 5街区（低層1-15号棟）
- 6街区（低層1-11号棟）

### 中央地区
- 7街区（医療兼中層1号棟、商店兼中低層2-9・12-14号棟、中央監視室・集会所10号棟）

### 北地区
- 8街区（低層1-27号棟）
- 9街区（高層1-14号棟）※7-10は14階建て
- 10街区（低層1-7号棟　高層8-22号棟）
- 11街区（高層1-13号棟、商店兼中低層14-15,18-19号棟、集会所15号棟、医療棟16-17号棟）
- 12街区（低層1-21号棟）
- 13街区（低層1-20号棟）
- 14街区（低層1-3号棟）

## 交通

### 鉄道
- JR武蔵野線新三郷駅

鉄道は、みさと団地の東側にJR武蔵野線の新三郷駅が存在する。1985年（昭和60年）の新三郷駅開業以前は、路線バスで三郷駅などへ向かうルートが主な移動手段であった。開業当時の新三郷駅は、武蔵野操車場が存在した関係で武蔵野線の上下線が分離された状態だったため、上下線のプラットホームが350メートル以上離れていた（当時のギネスブックに掲載）。武蔵野操車場の廃止後もしばらくこの状態が続いていたが、1999年（平成11年）に上下線が東側に統合された。

### バス
- 東武バスセントラル
- 埼玉観光
  - 飯島興業バス→2009年にグローバル交通へ移管→2020年に埼玉観光へ移管
- メートー観光
- マイスカイ交通
- JRバス関東 - 高速バス「吉川・松伏号」(運休中[3])

バス路線は、団地完成時に東武鉄道直営時代の東武バスが越谷営業所三郷出張所を開設。主に、三郷駅、金町駅、亀有駅、獨協大学前駅を中心としたバス路線を展開していた。現在は東武バスセントラル三郷営業所として、みさと団地から三郷駅、新三郷駅、金町駅、松戸駅、三郷中央駅を中心に路線を展開している。

また、2002年（平成14年）より新規バス事業者も参入し、当団地から直接吉川駅などへもバスで移動できるようになった。
なお、2016年8月7日までは、団地内のセンターモールにあるバス停留所に「三郷団地」という名称が使用されていたが、現在は団地名と同じ「みさと団地」という名称に変更されている。

#### 深夜バス
- 東武バスセントラル 
  - 「ミッドナイトアロー柏・我孫子」(2020年から運休中[4])
  - 「ミッドナイトアロー吉川・三郷・南流山」(2019年1月26日まで停車していた[5])
  - 金町駅発23:15発 みさと団地行[6]
- JRバス関東「ミッドナイト吉川・松伏号」(運休中[7])

## 人口
- 総世帯数 8,829世帯
- 人口 14,861人
  - 男性 7,492人
  - 女性 7,369人

（2022年4月1日現在 統計みさとより）

## 学校
団地内には多くの学校が存在する。

### 小学校
- 三郷市立桜小学校
- 三郷市立立花小学校
- 三郷市立彦郷小学校
- 三郷市立彦糸小学校
- 三郷市立瑞木小学校（団地に隣接）

### 中学校
- 三郷市立彦成中学校
- 三郷市立彦糸中学校
- 三郷市立瑞穂中学校（団地に隣接）

### 高等学校
- 埼玉県立三郷工業技術高等学校（団地に隣接）

## 近辺の公共施設
- 三郷市役所みさと団地出張所
- 三郷市立北部図書館
- 吉川警察署新三郷駅前交番
- みさと団地民間交番 - 交番の新三郷駅前への移転に伴い、パトロールステーションとして開設
- 三郷市立瑞沼市民センター - 三郷市立瑞沼小学校の統廃合に伴い開設

## 著名な居住者
- 塩山紀生 - 元住人のアニメーター
- 森万紀子 - 元住人の小説家